# 成铖
成铖，中华人民共和国政治人物、全国脱贫攻坚先进个人。

## 生平
成铖任威信县三桃乡政府科员。因在脱贫攻坚战中作出突出贡献，2021年2月25日全国脱贫攻坚总结表彰大会上，成铖被授予“全国脱贫攻坚先进个人”。